# Gli elefanti hanno buona memoria
Gli elefanti hanno buona memoria (titolo orig. Elephants Can Remember) è un romanzo poliziesco della scrittrice britannica Agatha Christie, pubblicato nel 1972. Ha come protagonista l'investigatore belga Hercule Poirot, affiancato dal personaggio ricorrente di Ariadne Oliver, e si concentra sul tema della memoria e della testimonianza orale. È anche l'ultimo romanzo con l'uno o l'altra come personaggi, sebbene l'ultimo a essere pubblicato sarebbe stato Sipario, scritto però all'inizio degli anni Quaranta.

## Trama

### Introduzione
Ad un pranzo letterario, alla celebre scrittrice Ariadne Oliver viene posta una questione da parte di una perfetta sconosciuta, la signora Burton-Cox. Suo figlio Desmond sta considerando di sposare la signorina Celia Ravenscroft, di cui Ariadne Oliver è la madrina. La domanda è: è stata la madre ad uccidere il padre di Celia o viceversa?
Seccata ma nello stesso tempo incuriosita, la signora Oliver coinvolge Poirot nello scoprire la verità sulle due morti di tanto tempo prima.

### Intreccio
Le morti del Generale Alistair Ravenscroft e la sua moglie, Margaret (Molly) Ravenscroft (cognome da nubile Preston-Grey) avvennero a Overcliffe. Furono trovati presso il dirupo, entrambi morti e colpiti da proiettili, con un revolver tra i loro corpi. Sul revolver erano presenti le loro impronte digitali (e soltanto le loro).
La prima indagine non poté stabilire se fosse un caso di doppio suicidio o di un omicidio seguito dal suicidio dell'assassino.
Ariadne Oliver interroga parecchi anziani testimoni all'epoca dei fatti, che lei chiama “elefanti” con l'ipotesi che non abbiano dimenticato gli eventi passati. Con una serie di indicazioni non corrette da parte di Agatha Christie, ciascuno di essi ricorda (o mal ricorda) circostanze molto diverse. Poirot nota però un fatto cui attribuisce parecchia importanza:  Margaret Ravenscroft possedeva quattro parrucche. Poirot decide anche che le ricerche debbano risalire a periodi molto più antecedenti per poter scoprire la verità.
Margaret (Molly) Preston-Grey aveva una sorella gemella Dorothea (Dolly). Dolly era stata coinvolta in due violenti e tragici eventi che l'avevano condotta a passare lunghi periodi in ospedali psichiatrici. Dolly aveva sposato un soldato di nome Jarrow e, poco dopo la morte di questi, era stata sospettata di aver annegato il proprio figlio, fatto che ella aveva cercato di addossare alla sorella maggiore del ragazzo.
Il secondo omicidio fu commesso apparentemente in Malesia quando Dolly stava insieme alla famiglia di sua sorella Molly ed il Generale. Si trattò di un attacco mortale ad un bambino di un vicino.
Fu nuovamente in un periodo in cui stava insieme ai Ravenscroft, questa volta in Inghilterra a Overcliffe, che Dolly, apparentemente mentre camminava nel sonno, cadde dal dirupo e morì il 15 settembre 1960. La morte del Generale e di Molly avvenne solo due settimane dopo, il 3 di ottobre.
Poirot viene contattato da Desmond Burton-Cox, il fidanzato di Celia, che gli fornisce il nome di due governanti che possono forse spiegare i fatti. Nel frattempo l'investigatore di Poirot, il signor Goby, investigando sulla famiglia Burton-Cox, scopre che Desmond (che sa di essere figlio adottivo) era in origine il figlio illegittimo di una famosa attrice, Kathleen Fenn, e del signor Burton-Cox che erano stati amanti. Kathleen Fenn ha lasciato una eredità considerevole a Desmond, che però, se lui morirà senza sposarsi, passerà alla madre adottiva.
Il tentativo della signora Burton-Cox di evitare il matrimonio tra Desmond e Celia Ravenscroft è quindi un tentativo di mantenere il controllo di tutto quel denaro (non è espressa l'ipotesi che ella faccia piani di uccidere Desmond e di ereditare il denaro).
Poirot sospetta la verità ma la scopre solo contattando Zélie Meauhourat, la governante dei Ravenscroft al momento della loro morte. Ella torna con lui da Parigi in Inghilterra e qui spiega la verità a Desmond e Celia.
Dolly, nella sua gelosia psicotica, ha ferito mortalmente la sorella Molly. L'affetto di Molly verso la sorella pazza è tale da far promettere ad Alistair, il Generale Ravenscroft, di proteggere la pazza Dolly dalla polizia. Così Alistair e la governante Zelie fingono di trovare il cadavere di Dolly caduto dalla scarpata. Dolly prende il posto della sorella, usa le sue parrucche. Solo il cane dei Ravenscroft nota la differenza e morde la falsa padrona.
Alla fine Alistair si rende conto che dovrà uccidere Dolly per evitare che ella compia altri omicidi. Le spara e si uccide.
Desmond e Celia riconoscono la tristezza degli eventi reali, ma adesso conoscendo la verità sono in grado di affrontare insieme il futuro.

## Personaggi
- Hercule Poirot, detective belga
- Ariadne Oliver, celebre autrice di romanzi
- Sovrintendente Capo Garroway, capo delle indagini, ora in pensione
- Ex-Sovrintendente Spence, agente in pensione
- Mr. Goby, investigatore privato
- Celia Ravenscroft, figlia delle vittime
- Desmond Burton-Cox, fidanzato di Celia
- Signora Burton-Cox, madre adottiva di Desmond
- Dottor Willoughby, psichiatra specialista in gemelli
- Mademoiselle Rouselle, governante dei Ravenscroft
- Zélie Meauhourat, governante dei Ravenscroft

Presenza personaggi
- Ultimo romanzo avente come protagonista Poirot: Sipario fu scritto nei primi anni Quaranta, ma pubblicato nel 1975.
- Oltre al personaggio di Ariadne Oliver, presente in parecchi romanzi, ritorna anche il personaggio del Sovrintendente di Polizia Spence, che era già comparso in Alla deriva, Fermate il boia e Poirot e la strage degli innocenti. E proprio questi ultimi due romanzi verranno citati durante una conversazione all'interno del libro, insieme anche ad Il ritratto di Elsa Greer.

### Gli “elefanti”
- Nobildonna Julia Carstairs, conoscente dei Ravenscroft
- Signora Matcham, precedente cameriera dei Ravenscroft
- Signora Buckle, donna delle pulizie dei Ravenscroft
- Signorina Rosentelle, parrucchiera e creatrice di parrucche

## Edizioni italiane
- Gli elefanti hanno buona memoria, traduzione di Diana Fonticoli, Il Giallo Mondadori n.1278, Milano, Mondadori, luglio 1973. - I Classici del Giallo Mondadori n.494, dicembre 1985; Collana Oscar Narrativa n.1460 (Oscar Gialli n.163), Mondadori, 1987; Edizione illustrata e annotata, Presentazione di Gianni Rizzoni, Collezione Agatha Christie, Milano, CDE, 1999; Collana Oscar Moderni, Mondadori, 2021, ISBN 978-88-046-8022-2.